# Dioscorea juxtlahuacensis
Dioscorea juxtlahuacensis är en enhjärtbladig växtart som först beskrevs av Oswaldo Téllez Valdés och Patricia D. Dávila, och fick sitt nu gällande namn av Lizabeth R. Caddick och Paul Wilkin. Dioscorea juxtlahuacensis ingår i släktet Dioscorea och familjen Dioscoreaceae. Inga underarter finns listade i Catalogue of Life.